# Бранко Брђанин Бајовић
Бранко Брђанин Бајовић (Сарајево, 31. март 1956) српски је књижевник и позоришни критичар, драматург и ванредни професор Филозофског факултета Универзитета у Источном Сарајеву у Републици Српској.

## Биографија
Бранко Брђанин Бајовић рођен је у Сарајеву, 31. марта 1956. године, гдје је и дипломирао на Филозофском факултету (1979). Последипломске студије завршио у Београду, на Филолошком факултету – Одсек за науку о књижевности. Магистарску тезу под насловом Марко Краљевић из народне пјесме као инспирација српским драмским писцима (2001) и докторску дисертацију Епски јунаци Вукових народних пјесама о Косовском боју као ликови нове српске историјске драме (2006) одбранио на Филозофском факултету Универзитета у Бањој Луци. Након дипломирања радио једно полугодиште као професор у сарајевској Првој гимназији, а потом као новинар и уредник програма за културу, позоришни критичар те водећи драматург Драмског програма Радио Сарајева, од јула 1980. до маја 1992. У периоду од 1992-1994. уредник културног програма Српског радија РС и умјетнички директор „Срна-филма“, те оснивач - први директор и селектор Фестивала позоришта РС „Кочићева српска сцена“ у Приједору 1994. године, а од 01.07. живи у Бањој Луци, радећи као стални драматург Народног позоришта Републике Српске, гдје је обављао и дужност умјетничког директора, у периоду од 01.09.1998 – 31.12.2004.
За доцента на предмету Историја свјетске драме и позоришта на Одсјеку за општу књижевност и библиотекарство Филозофског факултета Универзитета у Источном Сарајеву, др Бранко Брђанин изабран је 15. фебруара .2007. године, гдје је пуни радни однос засновао од 01.септембра 2007, радећи као наставник на предметима Историја класичне свјетске драме и позоришта, Историја модерне свјетске драме и позоришта, Историја српске драме и позоришта I, Историја и теорија српске драме и позоришта II, Античка књижевност I и II, на студијском програму Општа књижевност, библиотекарство и театрологија, као и предмету Сценска игра на студијском програму разредне наставе истог факултета. По позиву предавао и на Филозофском факултету Универзитета у Бањој Луци (школска година 2008/2009/2010).
Руководила је (координатор) вишегодишњег-етапног научног пројекта „Историјски развој професионалног позоришта на територији данашње Републике Српске“- Народно позориште у Бањој Луци (1930-1934; 1934-1940; 1940-1945), за 2008, 2009. и 2010. годину, те учесник-сарадник на научним пројектима „Пјесничко дјело Ивана В. Лалића“ и „Поетика српских пјесника 20. вијека“ (Пјесничко дјело Стевана Раичковића) за 2008, 2009. и 2010. годину.
Бранко Брђанин је аутор научних студија, књига, те бројних стручних и научних радова из области драме и позоришта, као и из домена књижевности уопште, објављиваних у домаћој и страној периодици. Објављене књиге су:
-Марко Краљевић и српска драма (2003),
-Косово и нова српска историјска драма (2007),
-Свјетска драма и домаћа позорница (2010).
Поезију, прозу и драме Бранко Брђанин објављује од 1974, уз мноштво награда за књижевно, драмско и радиофонско стваралаштво. Аутор је седам збирки пјесама и изабраних пјесама Трнов вијенац (2011), више књига прозе (приче, приповијетке, есеји и дневнички записи), публицистичких књига и два романа: Михаил (2003) и Сила (2010). Аутор је више филмских сценарија за игране, кратке игране и документарне филмове и серије. Режирао на радију и телевизији, филму и у позоришту. За књижевно и радио-драмско стваралаштво Бранко Брђанин је награђиван угледним признањима, а дјела (поезија, проза, драме) су му уврштене у више антологија и избора. Дјела су му превођена на руски, македонски, румунски, енглески и бугарски језик.